# Loïc Amisse
Loïc Amisse (Nantes, 9 agosto 1954) è un allenatore di calcio ed ex calciatore francese, di ruolo centrocampista.

## Carriera

### Giocatore
Giocò per la maggior parte della carriera nel Nantes, vincendo 3 volte la Division 1 (1977, 1980 e 1983) ed una volta la Coppa di Francia (1979).

## Palmarès

### Giocatore

#### Competizioni nazionali
- Campionato francese: 3

Nantes: 1976-1977, 1979-1980, 1982-1983
- Coppa di Francia: 1

Nantes: 1978-1979